# Wolfdieter Bihl
Wolfdieter Bihl (* 11. května 1937 v Linci) je rakouský historik, autor a emeritní profesor na Vídeňské univerzitě.
Studoval v letech 1955 až 1962 historii, latinu a anglistiku na Vídeňské univerzitě a poté získal doktorát ve filozofii s prací Österreich-Ungarn und der Friede von Brest-Litowsk u Huga Hantsche. V roce 1975 se stal univerzitním docentem moderních dějin. Habilitoval s prací Die Kaukasus-Politik der Mittelmächte 1914–1918 a v roce 1977 se stal profesorem Vídeňské univerzity. V letech 1988-92 a 1996-99 byl ředitelem Institutu historie na univerzitě. V roce 1995 získal vědeckou cenu Dolních Rakous.
Vědecky se zajímal o politické vztahy střední Evropy k východní a jižní Evropě a Orientu, dějiny Ukrajiny a Osmanské říše a první světovou válku. V roce 2002 odešel do důchodu. Sudetoněmecká akademie věd a umění ho v roce 2004 jmenovala řádným členem.

## Dílo
- Österreich-Ungarn und die Friedensschlüsse von Brest-Litovsk. Böhlau, Graz 1970 ISBN 3-205-08577-9
- Die Kaukasuspolitik der Mittelmächte. Böhlau, Wien u.a.
  - část 1: Ihre Basis in der Orient-Politik und ihre Aktionen 1914-1917. 1975, ISBN 3-205-08564-7
  - část 2: Die Zeit der versuchten kaukasischen Staatlichkeit (1917-1918). Veröffentlichungen der Kommission für Neuere Geschichte Österreichs, 81. 1992 ISBN 3-205-05517-9
- Von der Donaumonarchie zur Zweiten Republik. Daten zur österreichischen Geschichte seit 1867. Böhlau, Wien 1989, ISBN 3-205-05279-X.
- 'Deutsche Quellen zur Geschichte des Ersten Weltkrieges. Wissenschaftliche Buchgesellschaft WBG, Darmstadt 1991, ISBN 3-534-08570-1.
- Der Tod Adolf Hitlers. Fakten und Überlebenslegenden. Böhlau, Wien 2000, ISBN 3-205-99140-0.
- spoluautor Georg Kugler: Die Lipizzaner der Spanischen Hofreitschule. Pichler, Wien 2002, ISBN 978-3-85431-284-0.
- Islam. Historisches Phänomen und politische Herausforderung für das 21. Jahrhundert. Böhlau, Wien 2003, ISBN 3-8252-2296-9.
- Orientalistik an der Universität Wien. Forschungen zwischen Maghreb und Ost- und Südasien. Die Professoren und Dozenten. Böhlau, Wien 2009 ISBN 978-3-205-78371-8.
- Der Erste Weltkrieg 1914–1918. Böhlau, Wien 2010 ISBN 978-3-205-78379-4